# Helfer-Shuttle
Der Helfer-Shuttle wurde am 17. Juli 2021, unmittelbar nach der Flutkatastrophe im Ahrtal 2021, in einem Industriegebiet des Ortes Ringen (Grafschaft) durch die beiden Unternehmer Marc Ulrich und Thomas Pütz gegründet, die beide für ihre Idee im November 2021 mit dem Verdienstorden des Landes Rheinland-Pfalz ausgezeichnet wurden.
Selbst gestellte Aufgabe des Helfer-Shuttle war, freiwillige Helfer, die keiner klassischen Hilfsorganisation angehören, niederschwelligen Zugang zur Hilfe für Hilfsbedürftige anzubieten. Der Helfer-Shuttle schaffte es bis Mitte November 2021 bereits über 100.000 helfende Hände in das Katastrophengebiet zu „shutteln“.
Die für den Erfolg des Helfer-Shuttle erforderliche Bekanntheit erlangte das Projekt nahezu ausschließlich über die Verbreitung des Angebotes in sozialen Medien, z. B. über einen von vielen Helfern geteilten, eigenen Facebook-Kanal.

## Gründung
Unmittelbar nach der Katastrophe am 14./15. Juli 2021 im Ahrtal erreichten viele freiwillige Helfer das Katastrophengebiet, was zu massiven Verkehrsproblemen führte. Um sicherzustellen das Rettungskräfte das Gebiet erreichen können, musste daher das Ahrtal durch die ADD für den Individualverkehr gesperrt werden. Die beiden Unternehmer Marc Ulrich und Thomas Pütz aus Bad Neuenahr-Ahrweiler erkannten das Problem und kamen auf die Idee, Helfer am späteren Standort des Helfer-Shuttle zu sammeln und koordiniert zur Hilfe in das Ahrtal zu befördern. Zu Beginn der Geschichte des Projektes starteten Ulrich und Pütz unter einem Sonnenschirm an einem Campingtisch, woraus sich dann aber schnell eine professionell arbeitende Organisationsstruktur mit umfangreicher Ausstattung entwickelte.
Aus dieser Idee entwickelte sich im Laufe der folgenden Wochen und Monate eine Projektorganisation, die aufgrund ihres großen Erfolges und ihrer besonderen Herausstellungsmerkmale sowohl in der Bevölkerung als auch bei offiziellen Stellen große Akzeptanz erreichte. So beschrieb auch die Auswertung einer Umfrage von ARD alpha, entworfen durch Johannes Leder (Universität Bamberg), dass die niedrigschwellige, klare Organisation des Helfer-Shuttle in Bezug auf die Motivation freiwilliger Helfer sehr hilfreich gewesen sei.
Der Helfer-Shuttle kooperierte unter anderem mir der Aufsichts- und Dienstleistungsdirektion Rheinland-Pfalz (ADD) und wird von verschiedenen deutschen regionalen und überregionalen Medien empfohlen. Ebenso wurde der Helfer-Shuttle im Rahmen einer Wissenschaftlichen Studie der Bergischen Universität Wuppertal in Betrachtungen für zukünftige Katastrophen-Bewältigungen einbezogen.

## Arbeitsweise
Der Helfer-Shuttle bot interessierten Helfern die Möglichkeit, ohne großen Verwaltungsaufwand und ohne Mitgliedschaft in irgendeiner Organisation, hilfsbedürftigen Menschen zur Seite zu stehen. Hierzu war es nur erforderlich, am Standort des Helfer-Shuttle im Innovationspark Rheinland zu erscheinen und auf die Zuteilung von Aufgaben zu warten. Ab Mitte November 2021 bestand darüber hinaus die Möglichkeit, seine Hilfsbereitschaft über die eigene Website des Helfer-Shuttle anzumelden. Dieses Angebot wurde durch die massive Beachtung in sozialen Medien bis weit über die Region des Ahrtals hinaus bekannt, so dass sich auch Helfer aus weiter entfernten Regionen immer wieder beim Helfer-Shuttle einfanden, um freiwillige Hilfe zu Leisten.
Die besondere Herangehensweise des Helfer-Shuttle, also „Helfen ohne Mitgliedschaft in einer Hilfsorganisation“ und „Öffentlichkeitsarbeit in sozialen Medien“ wurde schnell im Rahmen der Flutkatastrophe im Ahrtal auch durch andere Hilfsorganisationen, z. B. die Dachzeltnomaden gGmbH (DZN) oder auch die KlimAHRtechniker adaptiert. Auch diese stellten Helfern den entsprechend niederschwelligen Zugang zur Verfügung und verbreiteten dieses Angebot ebenso überwiegend über soziale Medien wie z. B. Facebook.

## Entwicklung
Nach seinem erfolgreichen Start ging der Helfer-Shuttle ab dem 19. Dezember 2021 in eine Winterpause, die bis zum 1. März 2022 dauerte und in der keine Shuttle-Busse fuhren.
Mit Beginn des Jahres 2022 gliederten sich zur Schaffung von Synergien in direkter Nähe des Standortes des Helfer-Shuttle in Grafschaft-Ringen weitere privat organisierte Hilfen an.
Nachdem ab März 2022 die Zahl der freiwilligen Helfer zurückging und eine durch den Helfer-Shuttle selbst durchgeführte Umfrage veränderte Bedarfe bei den Flutopfern aufgezeigt hatte, wurde das mit Unterstützung des Kreises Bad-Neuenahr/Ahrweiler errichtete Camp Ende Mai 2022 geschlossen und im Nachgang die somit nicht mehr in diesem Umfang benötigte Infrastruktur zurückgebaut. 
Helfer werden seitdem jedoch weiterhin über eine von den Initiatoren Pütz und Ulrich Helfer-Shuttle 3.0 genannte Online-Plattform an bedürftige Flutopfer vermittelt.
Nachfolgeprojekt bzw. aus dem Helfer-Shuttle hervorgegangene Organisation ist der Spenden-Shuttle e.V., der sich als gemeinnütziger Verein sich zum Ziel gesetzt hat, weiterhin Spendengelder zur nachhaltigen Stärkung des Wiederaufbaus des Ahrtals mit ausdrücklichem Schwerpunkt auf der Unterstützung von Härtefällen zu sammeln und zu verteilen.

## Besucher des Helfer-Shuttle
Am 10. Oktober 2021 besuchte Frank-Walter Steinmeier in seiner Funktion als Bundespräsident zusammen mit Anne Spiegel in ihrer Funktion als Ministerin für Familie, Frauen, Kultur und Integration in Rheinland-Pfalz das Katastrophengebiet im Ahrtal. In diesem Zusammenhang nahmen beide auch eine Einladung des Helfer-Shuttle nach Grafschaft-Ringen an. Nach einer Ansprache vor den Helfern, besichtigte Frank-Walter Steinmeier die zu diesem Zeitpunkt im Helfer-Shuttle ansässige Ahrtal-Schmiede, und schmiedete unter Anleitung professioneller Schmiede einen sogenannten Helfernagel. Im Anschluss setzte er sich im direkten Dialog mit verschiedenen Helfern auseinander.